# Dimitrios Elefteropulos
Dimitrios (Dimitris) Elefteropulos (ur. 7 sierpnia 1976 w Pireusie) – piłkarz grecki grający na pozycji bramkarza i trener.

## Kariera klubowa
Elefteropulos pochodzi z Pireusu. Jest wychowankiem tamtejszego Olympiakosu, jednak w 1995 roku wypożyczono go do drugoligowego AO Proodeftiki, gdzie występował w pierwszym składzie. Latem 1996 powrócił do Olympiakosu i stał się pierwszym golkiperem klubu wygrywając rywalizację z Albańczykiem Foto Strakoshą. W Alpha Ethniki zadebiutował 6 sierpnia w wygranym 5:0 wyjazdowym spotkaniu z Kastorią. W 1997 roku wywalczył swój pierwszy tytuł mistrza Grecji. W sezonie 1997/1998 był rezerwowym (3 mecze i drugie mistrzostwo kraju), ale do bramki Olympiakosu wrócił już w kolejnym sezonie i wtedy też wywalczył dublet - mistrzostwo oraz Puchar Grecji. W kolejnych latach z Olympiakosem znów stawał się najlepszy w kraju - zdobywał kolejne prymaty w latach 2000, 2001, 2002, 2003. W barwach Olympiakosu występował w fazie grupowej Ligi Mistrzów, a przez 8 sezonów wystąpił dla niego 152 razy w pierwszej lidze.
Latem 2004 Elefteropulos wyjechał do Włoch, a jego pierwszym klubem w tym kraju została FC Messina. 7 listopada zadebiutował w Serie A w zremisowanym 2:2 meczu z Bologną. Jednak na skutek samobójczego gola w spotkaniu z Interem Mediolan, zakończonym klęską 0:5, został odsunięty od pierwszej jedenastki, a pierwszym bramkarzem został Marco Storari. Do składu wrócił na pięć ostatnich kolejek sezonu. W 2005 roku podpisał kontrakt z A.C. Milan, jednak słabo spisał się w towarzyskich meczach z Chelsea F.C. i Chicago Fire, toteż na sezon 2005/2006 został wypożyczony do AS Roma. W zespole "giallorossich" nie zaliczył żadnego spotkania i w sezonie 2006/2007 był zawodnikiem Ascoli Calcio, z którym spadł do Serie B. Od 2007 do 2009 roku był zawodnikiem Sieny, po czym powrócił do kraju i podpisał kontrakt z beniaminkiem Alpha Ethniki – PAS Janina.
| Sezon   | Klub             | Kraj   | Rozgrywki     | Mecze | Bramki |
| ------- | ---------------- | ------ | ------------- | ----- | ------ |
| 1995/96 | Proodeftiki F.C. | Grecja | Beta Ethniki  | 30    | 0      |
| 1996/97 | Olympiakos SFP   | Grecja | Alpha Ethniki | 31    | 0      |
| 1997/98 | Olympiakos SFP   | Grecja | Alpha Ethniki | 3     | 0      |
| 1998/99 | Olympiakos SFP   | Grecja | Alpha Ethniki | 31    | 0      |
| 1999/00 | Olympiakos SFP   | Grecja | Alpha Ethniki | 32    | 0      |
| 2000/01 | Olympiakos SFP   | Grecja | Alpha Ethniki | 21    | 0      |
| 2001/02 | Olympiakos SFP   | Grecja | Alpha Ethniki | 15    | 0      |
| 2002/03 | Olympiakos SFP   | Grecja | Alpha Ethniki | 15    | 0      |
| 2003/04 | Olympiakos SFP   | Grecja | Alpha Ethniki | 4     | 0      |
| 2004/05 | FC Messina       | Włochy | Serie A       | 10    | 0      |
| 2005/06 | A.C. Milan       | Włochy | Serie A       | 0     | 0      |
| 2005/06 | AS Roma          | Włochy | Serie A       | 0     | 0      |
| 2006/07 | Ascoli Calcio    | Włochy | Serie A       | 14    | 0      |
| 2007/08 | AC Siena         | Włochy | Serie A       | 12    | 0      |
| 2008/09 | AC Siena         | Włochy | Serie A       | 2     | 0      |
| 2009/10 | PAS Janina       | Grecja | Alpha Ethniki | 16    | 0      |
| 2010/11 | Iraklis Saloniki | Grecja | Alpha Ethniki | 26    | 0      |
| 2011/12 | Panionios GSS    | Grecja | Alpha Ethniki | 12    | 0      |

## Kariera reprezentacyjna
W reprezentacji Grecji Elefteropulos zadebiutował 2 września 2000 roku w przegranym 0:2 wyjazdowym spotkaniu z Niemcami, rozegranym w ramach eliminacji do MŚ 2002.